# Echeandia pittieri
Echeandia pittieri är en sparrisväxtart som beskrevs av Robert William Cruden. Echeandia pittieri ingår i släktet Echeandia och familjen sparrisväxter. Inga underarter finns listade i Catalogue of Life.